# Eptatretus cheni
Eptatretus cheni is een kaakloze vissensoort uit de familie van de slijmprikken (Myxinidae). De wetenschappelijke naam van de soort is voor het eerst geldig gepubliceerd in 1975 door Shen & Tao.